# Watchtower (Nueva York)
Watchtower es un lugar designado por el censo ubicado en el condado de Ulster en el estado estadounidense de Nueva York. En el año 2010 tenía una población de 2.381 habitantes.

## Geografía
Watchtower se encuentra ubicado en las coordenadas 41°38′15.73″N 74°15′38.99″O / 41.6377028, -74.2608306.